# Die Doppeltgänger
Die Doppeltgänger ist eine im Herbst 1821 verfasste Erzählung von E. T. A. Hoffmann. Hoffmann hat dafür seinen vorgesehenen Beitrag zu dem fragmentarisch gebliebenen Roman des Freiherrn von Vieren verwandt und neu adaptiert.

## Zusammenfassung
Deodatus Schwendy, von seinem Vater Amadeus Schwendy nach Hohenflüh geschickt, um das Geheimnis seines Lebens zu lüften, kehrt im Silbernen Lamm ein und speist im Goldenen Bock. Er wird durchwegs für den Maler Georg Haberland gehalten und streitet dies nicht ab, bis Georgs Freund Berthold zu ihm kommt. Berthold fragt, ob er nun wieder seinem periodisch wiederkehrenden Wahn verfallen sei, und behandelt Deodatus weiter so, als wäre er Georg. Er zeigt ihm einen Brief von Georg, der zu Deodatus Erschrecken in seiner eigenen Handschrift verfasst ist. Jene Hexe, die im Goldenen Bock Weissagungen trifft, gibt abends im Bosket eine Vorstellung, an der Deodatus teilnimmt. Als er sieht, wie sich die alte Frau in eine junge Schönheit verwandelt, ruft er den Namen Natalie. Als er in das Wirtshaus zurückkehrt, erhält er eine schriftliche Drohung von einem ihm unbekannten Graf von Zelies. Er beschließt, sich nicht von einem Fremden aus Hohenflüh vertreiben zu lassen und beschafft sich eine Waffe.
Er trifft wieder auf die alte Hexe, die ihn auffordert, Natalie zu retten. Er zieht mit ihr zu diesem Zweck los in den Wald, wo er seine eigene Stimme hört, kurz bevor er angeschossen wird – dies erfahren wir jedoch erst in einer komischen Szene, in der die Wirten des Goldenen Bocks und des Silbernen Lamms im Wald streiten, wo sie vom Fürsten Remigius unterbrochen werden. Der Erzähler wendet sich direkt an die Leser und erzählt vom Verschwinden der Frau des Fürsten und seines Kindes. Gerüchte sagen, sie hätte ihn mit seinem Vertrauten, Graf Törny, betrogen und er habe an der „Echtheit“ des Sohnes gezweifelt. Berthold macht sich auf den Weg zu seinem Freund Georg, den er ja für den Angeschossenen hält, der im Silbernen Lamm zur Pflege liegt. Am Weg trifft er auf eine Gruppe von Schaustellern, unter denen sich ein Puppenspieler und eine Zigeunerin hervortun. Es stellt sich heraus, dass der Puppenspieler in Wahrheit sein Freund Georg ist, der ihm erzählt, dass es einen Doppeltgänger seiner selbst gibt und weiters, wie er sich in Natalie verliebt hat, als er sie malen sollte. Doch ihr Vater, der Graf von Zelies, war nicht mit ihrer Verbindung einverstanden und verschwand mit der Geliebten.
Georg bittet die Zigeunerin, ihm bei der Suche nach Natalie helfen. Berthold denkt, die Zigeunerin will Georg nur für sein Geld ausnutzen, doch die Zigeunerin stellt klar, sie ist Georgs Mutter. So erklärt sich auch die Stimme, die Deodatus vor dem Schuss gehört hatte: Es war Georg, der zur Zigeunerin sprach. Als Nächstes wird nachgetragen, dass Förster Deodatus gerettet haben. Der Graf von Zelies kommt zu ihm und erfährt von Deodatus, dass er Natalie noch nie im Leben gesehen hat und dennoch verliebt in sie ist. Er droht ihm und verschwindet. Ein Ratsherr betritt das Zimmer und will Deodatus gerade dafür bestrafen, dass er sich im Wald duelliert habe – wofür alle Beweise sprechen. Doch da kommt ein Offizier herein, der des Fürsten Remigius Wunsch überbringt, den Angeschossenen zu ihm zu bringen. Deodatus reist nach Sonsitz zum Fürsten. Der Fürst empfindet Schmerz und Zorn, als der Deodatus erblickt und will über seine Lebensverhältnisse Bescheid wissen. Als er erkennt, dass Graf von Zelies Deodatus töten wollte, will er Deodatus des Landes verweisen, doch er erleidet selbst einen Anfall und muss behandelt werden. Deodatus darf aufgrund seiner Verwundung gegen den Willen des Fürsten am Landsitz bleiben, um zu genesen. Nachts beobachtet er von dort aus, wie im verlassenen Schloss immer ein Licht angeht, was ihm unerklärlich scheint. Dem Fürsten geht es immer schlechter und wir erfahren, dass er einen Bruder – Fürst Isidor – hat, der ihn verraten haben soll. Georg Haberland kommt in den Goldenen Bock und wird nach dem Befinden des Fürsten gefragt, da ja ganz Hohenflüh glaubt, Georg Haberland wurde angeschossen und sei nun beim Fürsten gewesen. Indessen findet Deodatus einen Liebesbrief von Natalie, in welchem sie Georg um ein Treffen bittet. Nachdem er den Brief seiner Geliebten gelesen hat, fragt er sich selbst, ob er Georg sei. Er trifft sich zur vereinbarten Zeit mit Natalie und erzählt ihr, dass er sie liebe aber nicht Georg sei. Sie beschließen zusammen vor ihrem Vater zu fliehen. Doch Deodatus wird „entführt“ und zu seinem Vater, Amadeus, gebracht, welcher ihn so vor der Ermordung gerettet hat. Der Fürst stirbt und sein Bruder Isidor taucht auf, um den Thron zu übernehmen.
Nun werden alle Umstände aufgeklärt: Isidor hatte den Namen Graf von Zelies angenommen und sich die letzte Zeit im alten Schloss versteckt, was das nächtliche Licht erklärt. Fürst Remigius erklärt in seinem Testament, dass er den Sohn, den er „in satanischer Verblendung“ verstoßen habe, doch anerkennt und dass dieser bei seinem Freund Graf Törny, getarnt als Amadeus Schwendy, aufgewachsen sei. Amadeus kommt mit Deodatus herbei, aber auch Georg und die Zigeunerin finden sich ein. So sehen sich die beiden Doppeltgänger zum ersten Mal. Wir erfahren nun, dass Graf Törny/Amadeus Schwendy zusammen mit dem Fürsten Remigius aufgewachsen sei und sie sich gleichzeitig verliebt hätten – in zwei Frauen, die ebenfalls zusammen aufgewachsen sind. So heiratete Törny eine Gräfin und Remigius eine Prinzessin. Die beiden entbanden am selben Tag zwei Söhne, die beide dem Grafen Törny aus dem Gesicht geschnitten waren. So verstieß der Fürst seine Frau und seinen Sohn, da er ihn für das Ergebnis des Betrugs seiner Frau mit Törny hielt. Die Frau wurde zur Zigeunerin und der Sohn bei einem Priester zur Obhut gebracht. Bevor all dies geschah, war geplant, dass der Sohn der Törnys Natalie heiraten sollte. Törny erklärt nun, dass er eine Gefahr für des Fürsten Sohn sah, ausgehend von Isidor, der nach dem Thron strebte. So ließ er des Fürsten Sohn eine Markierung auf der Brust geben und tauschte ihn gegen seinen eigenen aus. So zog Törny des Fürsten Sohn auf und sein eigener wurde mit des Fürsten Frau verbannt und wuchs bei dem Priester auf. Deodatus hat also diese Markierung und wird zum Fürsten. Georg und Deodatus streiten sich um die Liebe Natalies, welche schließlich dazu auffordert, zu entsagen. Da vertragen sich Georg und Deodatus, Natalie geht ins Kloster und Georg entscheidet sich für ein Leben als Maler, statt als Graf.

## Interpretationsansätze
Die Identitätskrise ist ein zentrales Element der Erzählung. „Fürst Isidor und die Zigeunerin […] sind die einzigen beiden aus dem zentralen Personal, die gewissermaßen Einzelfiguren sind - allen andern ist ein Doppel, wenn auch nicht ein Doppelgänger zugeordnet.“. Doch auch die Zigeunerin hat mehrere Identitäten, als Prinzessin Angela und Mutter des Deodatus. Sie spielt eine große Rolle bei der Aufklärung nach der Ähnlichkeit Georgs und Deodatus‘. Sie selbst kennt offenbar den Unterschied zwischen den beiden nicht, da sie sich für Georgs Mutter hält, obwohl eigentlich Deodatus ihr leiblicher Sohn ist. Die wunderbaren Phänomene führt Hoffmann häufig auf den animalischen Magnetismus zurück. Anzeichen auf Fürst Isidor als teuflischen Fadenzieher und Magnetiseur gibt es einige. Der Magnetismus wäre auch eine mögliche Erklärung dafür, dass die Fürstin glaubt treu gewesen zu sein, obwohl sie unter Einfluss des Magnetismus vielleicht etwas im Zustand des Schlafwandels o. ä. getan hat. Sie wird auch im Laufe der Erzählung einmal als „Somnambule“ bezeichnet.
Weiters stellt sich aber die Frage, ob von einer biologischen Vererbungslehre, wie wir sie heute kennen, ausgegangen werden kann. Esoterische Ansätze, wie der Hysterismus, welcher eigene Bedingungen für die Empfängnis konstituiert, oder die Theorie mütterlicher Affektionen, kursierten in der Zeit um 1800. Ein „geistiger Ehebruch“ mit Auswirkungen auf biologische Konstellationen kann auch in Goethes Wahlverwandtschaften beobachtet werden. Ginsburg argumentiert für Die Doppeltgänger, dass die absolute Ähnlichkeit Georgs und Deodatus mit dem Grafen Törny gleichzeitig bedeutet, dass keiner von beiden seiner eigenen Mutter ähnlich sieht. Dies korreliert mit Theorien der Reproduktion, in denen die Mutter lediglich als Trägerin des Fötus gesehen wird. Die Abwesenheit der mütterlichen Gene legitimiert die patrilineare Abstammung und Vererbung. Die Fürstin jedoch überwindet diese Vater-Gebundenheit und die Gesetze der Natur, indem sie einen Sohn zur Welt bringt, der dem Mann ihrer Phantasie gleicht. Solch übernatürliche Fähigkeiten tragen eventuell dazu bei, dass sie später auch als Hexe betitelt wird. Graf Törny wird als der Idealtypus von Mann wahrgenommen. Welche Bedeutung das Begehren für die eigene Identifikation spielt, zeigt auch die Szene mit Georg und Natalie. Sie hält ihn für Deodatus, und da er ihr Geliebter sein will, tut er auch so. Die Identifikation durch den Blick bzw. die Liebe des anderen geht so weit, dass Georg sich fragen muss: „Aber! - bin ich es denn? - Bin ich der Georg?“ und die Verwechslung geht in Doppeltgängertum über.
Verwechslungskomödien gibt es seit der Antike. Hoffmanns Erzählung weist auch einige komische Elemente auf, wie die Szene mit den Wirten in Kapitel zwei oder die seltsame Versöhnungsszene zum Schluss, die so übertrieben ist, dass sie kaum ernst zu nehmen sein kann. Das Komödiantische geht durch die Steigerung der Verwechslung zum Doppeltgängertum in das Unheimliche über.
Verwechslungsmotive gibt es aber auch bei Freud und Ferenczi, die sich mit dem Familienroman bzw. dem Familienroman der Erniedrigung beschäftigt haben, wo es um die kindliche Phantasie der Verwechslung mit einem adeligen Kind geht bzw. noch im Erwachsenenalter um die Vorstellung, das Ergebnis einer verworfenen Genealogie zu sein. Natürliche und symbolische Elternschaft sowie Adoption sind ein zentrales Motiv in den Doppeltgängern.
Ein anderer Erklärungsversuch ergibt sich aus den sprechenden Namen, die so oft bei E.T.A. Hoffmann vorkommen. Wie auch die Spiegelfiguren seiner selbst Theodor und Nathanael, bedeutet auch Deodatus der von Gott gegebene. Dies könnte als ein Hinweis auf die „unbefleckte Empfängnis“, und die Treue der Fürstin gedeutet werden. Schließlich ist die Fürstin vor ihrer Heirat auch Prinzessin Angela (angelus, lat. = der Engel), wieder ein sprechender Name und die Andeutung auf einen Engel.

## Textausgaben
- Die Doppeltgänger. Erzählung. (1821 geschrieben). Brünn: Traßler 1825.
- Hoffmann’s sämmtliche Werke in einem Bande. Baudry, Paris 1841. S. 952–968.
- E. T. A. Hoffmann: Poetische Werke. Mit einer Einleitung von Hans Meyer. Band 6. Meister Floh. Briefe aus den Bergen. Letzte Erzählungen. Aufbau Verlag, Berlin 1958.